# آژانس ضد فساد اداری قزاقستان
آژانس ضد فساد اداری جمهوری قزاقستان (Antikor , قزاقی: Қазақстан Республикасының Сыбайлас жемқорлыққа қарсы іс-қимыл Агенттігі، ت. «Qazaqstan Respublikasynyñ sybailas jemqorlyqqa qarsy ıs-qimyl Agenttıgı» Қазақстан Республикасының ; روسی: Агентство Республики Казахстан по противодействию коррупции نهادی دولتی برای مبارزه با فساد است که مستقیماً زیرمجموعه و پاسخگوی رئیس‌جمهور قزاقستان است و مسئول تشکیل و اجرای سیاست مبارزه با فساد جمهوری قزاقستان و هماهنگی در زمینه مبارزه با فساد است.

## تاریخچه
در ۶ اوت ۲۰۱۴، بر اساس فرمان شماره ۸۸۳ رئیس‌جمهور جمهوری قزاقستان «در مورد اقدامات برای بهبود بیشتر سیستم اداری دولتی قزاقستان» آژانس جمهوری قزاقستان برای امور خدمات ملکی و مبارزه با فساد تأسیس شد. . به جای آژانس منحل شده جمهوری قزاقستان برای مبارزه با جرایم اقتصادی و فساد.
در ۱۱ دسامبر ۲۰۱۵، وزارت امور خدمات عمومی جمهوری قزاقستان به عنوان یک نهاد مجاز در زمینه خدمات عمومی و مبارزه با فساد با انتقال وظایف و اختیارات برای مدیریت اموال و امور آژانس لغو شده تأسیس شد. جمهوری قزاقستان برای خدمات عمومی و مبارزه با فساد. این آژانس به دفتر ملی مبارزه با فساد تغییر نام داد.
در ۱۳ سپتامبر ۲۰۱۶، وزارت امور خدمات ملکی جمهوری قزاقستان به آژانس جمهوری قزاقستان برای امور خدمات ملکی و مبارزه با فساد سازماندهی شد. اداره ملی مبارزه با فساد اداری در ساختار اداره مبارزه با فساد دارای جایگاه آژانس بود.
با فرمان شماره ۱۲ رئیس‌جمهور جمهوری قزاقستان از ۱۳ ژوئن ۲۰۱۹ به منظور بهبود بیشتر سیستم خدمات دولتی و مبارزه با فساد، اداره ملی مبارزه با فساد (خدمات ضد فساد) جمهوری قزاقستان برای امور خدمات ملکی و مبارزه با فساد به آژانس جمهوری قزاقستان برای مبارزه با فساد (خدمات مبارزه با فساد)، به عنوان یک نهاد دولتی که مستقیماً زیرمجموعه آن است، تبدیل شد. و در برابر رئیس‌جمهور قزاقستان پاسخگو باشد.

## جوایز وزیران
بر اساس فرمان رئیس‌جمهور جمهوری قزاقستان از ۳۰ سپتامبر ۲۰۱۱ شماره ۱۵۵ «در مورد نمادهای دولتی و اداره هرالدری و سایر موارد مشابه آنها، جوایز برخی از ارگان‌های دولتی، مستقیماً تابع و پاسخگوی رئیس‌جمهور جمهوری قزاقستان، شورای قانون اساسی جمهوری قزاقستان، سازمان‌های مجری قانون، دادگاه‌ها، نیروهای مسلح، سایر نیروها و ارتش تشکیلات» جوایز ادارات آژانس مبارزه با فساد (خدمات ضد فساد) در نظر گرفته می‌شود:
- مدال‌ها:
  - "Minsiz Kyzmet Ushin" (برای خدمات بی عیب و نقص) درجه I, II, III.
  - برای کمک آنها به اجرای قانون.
- نشان‌ها
  - "Uzdik kizmetker" (افسر عالی) درجه I, II;
  - "Uzdik kyzmetshi" (کارمند عالی) درجه I, II.

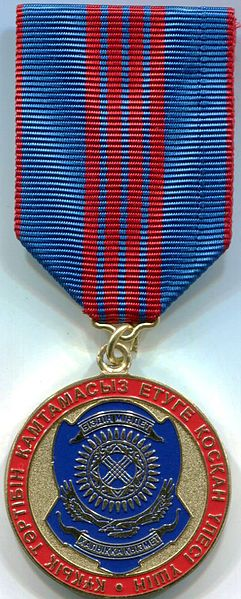
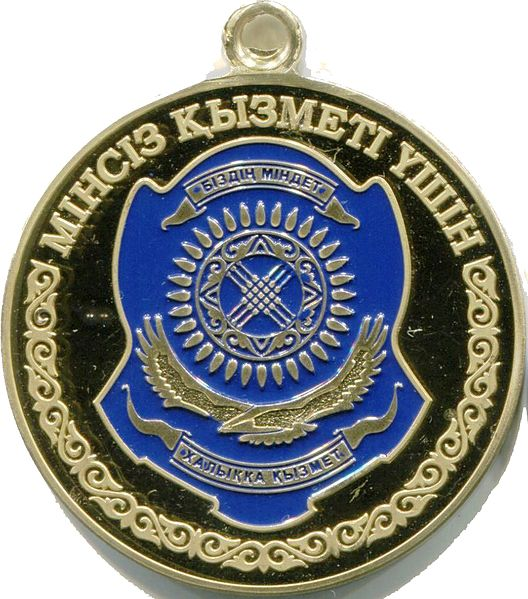
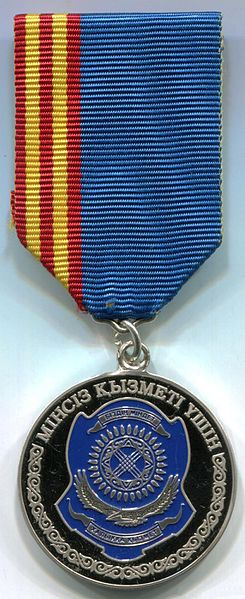